# Paul Henrard
Paul Henrard (né à Saint-Gilles le 29 janvier 1893, et décédé à Liège le 13 mars 1999) était un industriel belge. Il a été le 9e président du club de football du Standard de Liège ainsi que le directeur général de la société sidérurgique Espérance-Longdoz.

## Biographie
Ex-pensionnaire de l'Union Saint-Gilloise, Paul Henrard est entré au service du Standard en 1952 à la demande de Roger Petit alors secrétaire-général du club. Il gouverna le matricule 16 avec la complicité de celui-ci jusqu'en 1977 où il se retira mais en resta son président honoraire. Durant ces 25 ans de présidence, le club remporte six titres de Champion de Belgique, trois Coupes de Belgique et une Coupe de la Ligue Pro.
Il fut également le dernier vétéran liégeois de 14-18 encore en vie.